# Lemony Snicket
Lemony Snicket (som på dansk betyder noget i retning af "citronagtig gyde") er dels pseudonymet under hvilket forfatteren Daniel Handler har skrevet en serie på tretten humoristiske og grufulde børnekrimier, En ulykke kommer sjældent alene, dels navnet på fortælleren i samme bøger - som for øvrigt er forfatter.  Forfatteren er således en figur i sig selv i serien.
Serien foregår i et ikke tidsbestemt univers med paralleller til victoriatiden, og handler om de tre forældreløse Baudelaire arvinger Violet, Klaus og Sunny, som må gå så grusomt meget igennem, og deres ærkefjende den onde Grev Olaf.  Indtil videre er syv af de tretten bøger oversat til dansk. De tre første er filmatiserede i filmen  Lemony Snicket – En ulykke kommer sjældent alene, hvor Jude Law  lægger fortællerstemme til Lemony Snicket
Der er udgivet en bog med titlen Lemony Snicket: The Unauthorized Autobiography, som alene omhandler den mystiske forfatter. 